# Super Bowl XXX
Match précédent Match suivant
Le Super Bowl XXX est l'ultime partie de la saison 1995 de la NFL de football américain (National Football League).  Le match s'est joué le 28 janvier 1996 au Sun Devil Stadium de Tempe, en Arizona.
Il oppose les Cowboys de Dallas aux Steelers de Pittsburgh. Les Cowboys remportent le Super Bowl par un score de 27 à 17.

## Le match
| Score                  | Q1 | Q2 | Q3 | Q4 | Total |
| Cowboys de Dallas      | 10 | 3  | 7  | 7  | 27    |
| Steelers de Pittsburgh | 0  | 7  | 0  | 10 | 17    |

- Premier quart-temps :
  - DAL : Field goal de Chris Boniol de 42 yards, 12:05 : Cowboys 3 - Steelers 0
  - DAL : Touchdown de 3 yards de Jay Novacek sur une passe de Troy Aikman (transformation de Chris Boniol), 5:23 : Cowboys 10 - Steelers 0
- Deuxième quart-temps :
  - DAL : Field goal de Chris Boniol de 35 yards, 6:03 : Cowboys 13 - Steelers 0
  - PIT : Touchdown de 6 yards de Yancey Thigpen sur une passe de Neil O'Donnell (transformation de Norm Johnson), 0:13 : Cowboys 13 - Steelers 7
- Troisième quart-temps :
  - DAL : Touchdown de Emmitt Smith, course de 1 yard (transformation de Chris Boniol), 6:42 : Cowboys 20 - Steelers 7
- Quatrième quart-temps :
  - PIT : Field goal de Norm Johnson de 46 yards, 11:20 : Cowboys 20 - Steelers 10
  - PIT : Touchdown de Bam Morris, course de 1 yard. (transformation de Norm Johnson), 6:36 : Cowboys 20 - Steelers 17
  - DAL : Touchdown de Emmitt Smith, course de 4 yards. (transformation de Chris Boniol), 3:43 : Cowboys 27 - Steelers 17

## Titulaires
| Dallas           | Postes  | Pittsburgh       |
| ---------------- | ------- | ---------------- |
| Attaque          |         |                  |
| Kevin Williams   | WR      | Yancey Thigpen   |
| Mark Tuinei      | LT      | John Jackson     |
| Nate Newton      | LG      | Tom Newberry     |
| Derek Kennard    | C       | Dermontti Dawson |
| Larry Allen      | RG      | Brenden Stai     |
| Erik Williams    | RT      | Leon Searcy      |
| Jay Novacek      | TE      | Mark Bruener     |
| Michael Irvin    | WR      | Ernie Mills      |
| Troy Aikman      | QB      | Neil O'Donnell   |
| Emmitt Smith     | RB      | Erric Pegram     |
| Daryl Johnston   | FB      | John L. Williams |
| Défense          |         |                  |
| Tony Tolbert     | DE      | Brentson Buckner |
| Russell Maryland | DT      | Joel Steed       |
| Leon Lett        | DT / DE | Ray Seals        |
| Charles Haley    | DE / LB | Kevin Greene     |
| Dixon Edwards    | LB      | Levon Kirkland   |
| Robert Jones     | LB      | Chad Brown       |
| Darrin Smith     | LB      | Greg Lloyd       |
| Deion Sanders    | CB      | Willie Williams  |
| Larry Brown      | CB      | Carnell Lake     |
| Darren Woodson   | SS      | Myron Bell       |
| Brock Marion     | FS      | Darren Perry     |